# Verwaltungsgemeinschaft Südliche Altmark
Verwaltungsgemeinschaft Südliche Altmark – była wspólnota administracyjna w Niemczech, w kraju związkowym Saksonia-Anhalt, w powiecie Altmarkkreis Salzwedel. Siedziba wspólnoty znajdowała się w mieście Gardelegen.
Wspólnota administracyjna zrzeszała 18 gmin wiejskich:
- Breitenfeld
- Dannefeld
- Estedt
- Hottendorf
- Jävenitz
- Jeggau
- Jerchel
- Kassieck
- Köckte
- Letzlingen
- Lindstedt
- Mieste
- Miesterhorst
- Peckfitz
- Sachau
- Seethen
- Sichau
- Solpke

1 stycznia 2011 w wyniku reformy administracyjnej wspólnota administracyjna została rozwiązana, a wszystkie gminy zostały przyłączone do miasta Gardelegen.